# Binéfar
Binéfar é um município da Espanha na província de Huesca, comunidade autónoma de Aragão, de área 29,8 km² com população de 9048 habitantes (2007) e densidade populacional de 227,28 hab./km².

## Demografia
| Variação demográfica do município entre 1991 e 2004 | Variação demográfica do município entre 1991 e 2004 | Variação demográfica do município entre 1991 e 2004 | Variação demográfica do município entre 1991 e 2004 |
| --------------------------------------------------- | --------------------------------------------------- | --------------------------------------------------- | --------------------------------------------------- |
| 1991                                                | 1996                                                | 2001                                                | 2004                                                |
| 8001                                                | 8130                                                | 8397                                                | 8786                                                |